# Émile Saint-Rame
 (août 2025).
Si vous disposez d'ouvrages ou d'articles de référence ou si vous connaissez des sites web de qualité traitant du thème abordé ici, merci de compléter l'article en donnant les références utiles à sa vérifiabilité et en les liant à la section « Notes et références ».
Eusèbe-Jean-Baptiste Saint-Rame dit Émile Saint-Rame est un homme politique français né à Clermont-Ferrand le 11 janvier 1826 et mort dans cette même ville le 15 février 1895. Il a été maire de Clermont-Ferrand.

## Biographie
Avocat à Clermont-Ferrand, républicain, Émile Saint-Rame ne soutient pas le Second Empire. 
Membre de l'assemblée municipale de Clermont-Ferrand de 1870 à 1884, il devient maire en 1886 avant de se retirer en 1888. 
Il est mort dans la même ville le 15 février 1895.

## Mandat
- Maire de Clermont-Ferrand (1886-1888)